# Owgoros
Owgoros (gr. Οβγορος, tur. Ergazi) – wieś na Cyprze, w dystrykcie Famagusta. Położona jest na terenie republiki Cypru Północnego.